# Natanz
Natanz (persiska: نطنز) är en stad i provinsen Esfahan i Iran. Folkmängden uppgick till cirka 14 000 invånare vid folkräkningen 2016.
En anläggning avsedd för urananrikning började att byggas år 2000 30 kilometer nordväst om Natanz. I juli 2004 återupptogs anrikningen av uran. I september 2007 informerade Iran om att 3 000 centrifuger installerats. FN:s säkerhetsråd är oroat eftersom teknologin kan användas även för att framställa kärnvapen.